# Höhere Fachschule (Deutschland)
BAföG-Verwaltungsvorschriften beschreiben eine höhere Fachschule wie folgt:

„Die höhere Fachschule baut auf einem mittleren Bildungsabschluss oder einer gleichwertigen Vorbildung auf. Sie führt in vier bis sechs Halbjahren zu einem Abschluss – in der Regel einer staatlichen Prüfung –, der den unmittelbaren Eintritt in einen Beruf gehobener Position ermöglicht und unter besonderen Umständen die allgemeine oder eine fachgebundene Hochschulreife vermittelt.“

## Heutige Schulen
Einige höhere Fachschulen in Deutschland sind:
- Höhere Fachschule für Augenoptik Köln[2]
- Höhere Berufsfachschule (HBFS)
  - Höhere Berufsfachschule für Wirtschaftsinformatik
  - Höhere Berufsfachschule für Sozial- und Gesundheitswesen[3]
- Höhere Handelsschule

## Sonderformen
Die bayerischen Fachakademien stellen eine fachschulische Sonderform dar. Auch sie können zu den höheren Fachschulen gerechnet werden. Ein mittlerer Bildungsabschluss und eine Erstausbildung – im Falle der Fachakademie für Heilpädagogik ein erster Fachakademieabschluss – werden zwingend vorausgesetzt. Die Ausbildungen an den Fachakademien sind inhaltlich durch ihre Nähe zum Fachhochschulstudium gekennzeichnet.
Bedeutsam sind die Fachakademien, aber auch einige als höhere (Berufs)Fachschulen bezeichnete Einrichtungen auch im Bereich der Schauspielausbildung. Im Unterschied zu Kunsthochschulen bleibt hier ein Studienbeginn auch ohne Hochschulzugangsberechtigung im Regelfall möglich.

## Geschichte
→ Siehe auch: Fachhochschule (Deutschland)#Vorgänger und konzeptionelle Phase (bis 1969)
Staatliche Ingenieurschulen, Höhere Fachschulen für …, Akademien für … und ähnliche (vor 1969) waren die Vorgängereinrichtungen der heutigen Fachhochschulen.
Exemplarisch sei hier auf die Geschichte der 1971 gegründeten Fachhochschule Köln verwiesen.